# Sandile Ginindza
Sandile Ginindza (ur. 28 lipca 1988) – suazyjski piłkarz grający na pozycji bramkarza. Od 2018 jest zawodnikiem klubu Mbombela United FC.

## Kariera klubowa
Swoją karierę piłkarską Ginindza rozpoczął w klubie Manzini Wanderers FC. W sezonie 2008/2009 zadebiutował w jego barwach w pierwszej lidze suazyjskiej. W sezonie 2010/2011 został z nim wicemistrzem kraju. W sezonie 2012/2013 występował w południowoafrykańskim Sivutsa Stars FC. W latach 2013–2015 ponownie grał w Manzini Wanderers. W 2015 przeszedł do Mbabane Swallows FC. Dwukrotnie został z nim mistrzem kraju w sezonach 2016/2017 i 2017/2018 oraz zdobył Puchar Eswatini w 2016 roku. W 2018 roku przeszedł do południowoafrykańskiego klubu Mbombela United FC.

## Kariera reprezentacyjna
W reprezentacji Eswatini Ginindza zadebiutował 10 października 2010 w przegranym 1:3 meczu kwalifikacji do Pucharu Narodów Afryki 2010 z Kongiem. Od 2010 do 2019 wystąpił w kadrze narodowej 17 razy.